# 世界摔角联盟 绝不宽恕
《世界摔角联盟 绝不宽恕》是一款由THQ在任天堂64上设计和制作的职业摔角类游戏。本游戏于2000年11月17日在北美地区发行，于2000年12月15日在欧洲地区发行。本游戏是以世界职业摔角联盟年度付费收看的赛事同名命名。《绝不宽恕》是1999年发行的《世界摔角联盟2000》的续作。
在《世界摔角联盟2000》中的一些特征在本作被移除。比如，选手的入场被剪短。本作在选手的动作方面进行了添加，比如更多的定制化的特征，如更多服饰选项。此外还有女性选手的添加。